# 편편희환니
《편편희환니》(偏偏喜歡你)는 2015년 방송되었던 중국의 드라마이다.

## 소개
- 다른 사람의 신분으로 사관학교의 교관이 된 주인공이 사랑과 양심 사이에 혼란스러워하지만, 국가와 민족의 위기를 벗어나기 위해 노력하는 모습을 그린 드라마

## 등장 인물
- 천차오언 - 천바오바오 역
- 자나이량 - 샹하오 역
- 황쭝쩌 - 성웬타오 역
- 장운룡 (张云龙) - 구샤오바이 역
- 가오웨이광 - 두펑 역
- 이자봉 (李子峰) - 가오메이렌 역
- 담준언 (Shaun Tam) - 오양페이 역
- 왕슈주 - 쉬에샤오치 역